# Huineng

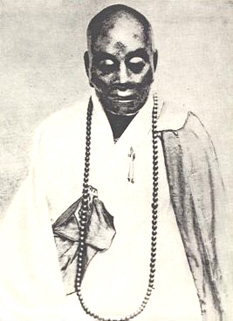
Huinengs Mumie

Huineng (chinesisch 惠能 (auch 慧能), Pinyin Huìnéng, W.-G. Hui-neng; japanisch 曹渓慧能, Daikan Enō; * 638; † 713) war ein chinesischer Meister des Chan-Buddhismus. Er gilt als eine der wichtigsten Figuren in der gesamten Zen-Tradition.
Huineng ist der sechste (letzte) Dharma-Vorfahre des Chan/Zen-Buddhismus in der (historisch nicht belegten) Nachfolgelinie ab Bodhidharma. Er gilt als Autor des Plattform-Sutra des Sechsten Dharma-Vorfahren (六祖壇經), das für die Entwicklung der 'Südlichen Schule' des Chan von großer Bedeutung wurde. Dieses Sutra enthält auch die biographischen Daten.

## Leben
Der als Huineng bekannte Meister wurde 638 in Guangzhou in Südchina in die Familie Lu geboren. Nach dem frühen Tod des Vaters sorgte der Junge schon früh durch Holzsammeln für den Unterhalt der Familie und lernte weder lesen noch schreiben. Als er eines Tages Brennholz in einem Gasthaus ablieferte, hörte er einen Gast das Diamant-Sutra rezitieren und hatte ein Erwachungs-Erlebnis. Er stellte die Versorgung seiner Mutter sicher und brach in den Norden auf, um bei einem Meister den Buddhaweg zu praktizieren.
Im Kloster von Hongren, dem Fünften Dharma-Vorfahren, angekommen, wurde ihm ein Platz in der Küche zugewiesen, wo er mit Reisschälen und Brennholzsammeln beschäftigt war. Eines Tages forderte Hongren die Mönche auf, ihr Verständnis in einem Gedicht (Gatha) zum Ausdruck zu bringen. Er würde demjenigen die Insignien des Meisters übergeben, der das Verständnis der Essenz der Lehre manifestieren könne. Alle Mönche waren überzeugt, dass Shenxiu, der Hauptmönch, das fundierteste Verständnis hätte, und verzichteten darauf, ein Gedicht zu verfassen.
Shenxiu schrieb folgenden Vers an die Klostermauern:
Der Leib ist der Bodhi-Baum

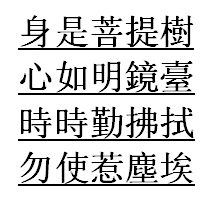
Gatha des Shenxiu

Der Geist ist wie ein klarer stehender Spiegel

Poliere ihn allzeit mit Eifer

Lass keinen Staub daran haften
Der Dharma-Vorfahre bescheinigte dem Shenxiu, dass er das äußere Tor der Erkenntnis erreicht hätte, aber noch nicht eingetreten wäre.
Alle Mönche lasen das Gatha mit Bewunderung und wiederholten es. So kam es auch Huineng zu Ohren. Huineng ließ sich das Gatha noch einmal vorlesen, dichtete seinerseits einen Vers und bat einen vorbeikommenden Beamten, ihn daneben zu schreiben:
Im Grund gibt es keinen Bodhi-Baum

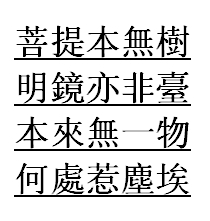
Gatha des Hui Neng

Da ist kein klarer Spiegel auf einem Gestell

Im Ursprung ist da kein Ding

Worauf soll sich Staub legen
Als der Fünfte Dharma-Vorfahre dieses Gatha sah, wischte er es mit seinem Schuh ab, um bei den gebildeten Mönchen keine Eifersucht zu schüren. Später besuchte er Huineng in der Reismühle, übergab ihm zu Mitternacht im Geheimen die Robe und machte ihn zum Sechsten Dharma-Nachfolger. Mit dem Auftrag, einige Jahre nicht als Lehrmeister aufzutreten und schließlich den Menschen des (barbarischen) Südens die Lehre zu überbringen, verließ Huineng das Kloster. Er gilt als Begründer der Südlichen Schule des Chan, die auch die Schule der plötzlichen Erleuchtung genannt wird.
Zahlreiche Legenden und Dialoge werden noch mit der Person des Huineng in Verbindung gebracht.